# Bertário
Bertário (? — 688) foi rei dos lombardos, sucedendo ao pai Ariberto I, juntamente com o irmão Godeberto, no ano de 661, ficando, na divisão do reino, com o território do Ducado de Milão.
Com a morte do pai, o rei Ariberto I em 661, o reino lombardo foi dividido entre Bertário, que governou a partir da capital Milão e era adepto do catolicismo romano e Godeberto, ariano que governou a partir de Pavia. Com a morte do irmão por Grimualdo, filho de Gisulfo, duque de Friul e Benevento, Bertário refugiou-se junto aos ávaros, retornando brevemente à sua corte, tendo que fugir outra vez indo refugiar-se entre os francos e lá permanecendo até a morte de Grimoaldo, em 671.
Com a morte de Grimualdo em 671 e  ascensão ao trono de Garibaldo, Bertário voltou à Itália, expulsou o sucessor de Grimualdo, Garibaldo e reinou de 674 a 688. Seu reinado foi sábio e equilibrado, promoveu a tolerância entre arianos e católicos, chegando a adotar o cristianismo como religião oficial mas não assumindo a autoridade papal.
Bertário fez a paz com os bizantinos e associou seu filho Cuniberto ao trono em 678. Ele lutou contra a rebelião do duque de Trento, Alagísio, que em sua campanha capturou o duque, chegando a perdoá-lo. Em 688, Alagísio se rebela outra vez chegando a matar Bertário. Seu sucessor foi Cuniberto.
A vida deste soberano foi retratada em uma tragédia pelo dramaturgo francês Pierre Corneille.